# Charles E. Stevens American Atheist Library and Archives
La Charles E. Stevens American Atheist Library and Archives (CESAALA) est une collection de plus de 100 000 documents, livres, et divers autres outils de recherche située à Cranford dans le New Jersey aux États-Unis d'Amérique. Elle a été fondée par l'association American Atheists et réalise encore actuellement les histoires orales de divers intellectuels et de professeurs. La bibliothèque contient également un ensemble de brochures et de publications historiques du début des écrits sur la libre-pensée. La valeur de la bibliothèque est évaluée entre 1 et 3 millions de dollars américains. L'American Atheist Press est une division de la Charles E. Stevens American Atheist Library.

## Contenu
Historiquement, le but de la CESAALA était de fournir des informations pour soutenir les athées d'information et leur permettre de se défendre lorsqu'ils étaient persécutés. En 1987, la bibliothèque avait accumulé 40 000 volumes et 25 000 pièces d'archives. Actuellement, la bibliothèque abrite entre 100 000 et 140 000 documents.